# Numerianus von Trier
Numerianus (* nach 612; † vor 697/698) (auch Numerian, Nemorianus, Munerianus und Memorianus) war seit 646/647 Bischof von Trier und ist ein Heiliger. Sein Gedenktag ist der 5. Juli.

## Leben
Er stammte aus einer vornehmen romanischen Familie in Trier. Als Vater wird ein Optardus ex genere senatorum der in der ersten Hälfte des 7. Jahrhunderts genannt wurde. Sein Bruder war der heilige Abt Germanus. Er war wie sein Bruder zunächst Mönch. 
Er folgte Modoald als Bischof in Trier nach. Während seines Episkopats förderte er besonders das irofränkische Mönchtum. Als Bischof von Trier erscheint er 645/47 in der Gründungsurkunde des Klosters Cugnon in der Nähe von Bouillon. Kurze Zeit später war er an der Gründung des Doppelklosters Stablo und Malmedy beteiligt. In seine Zeit fällt auch die Gründung des Klosters Galiläa bei Toul durch Deodatus von Nevers. Um das Jahr 670 stellte er dem Kloster St. Die in der Diözese Toul das Numerianprivileg aus. König Sigibert III. soll er als Berater gedient haben. In Trier selbst hat er das monastische Leben stark geprägt. So wurde in seiner Zeit die Klerikergemeinschaft von St. Maximin in ein Kloster verwandelt. In den spätrömischen Lagerhallen der Stadt wurde das Frauenklosters St. Maria, später Kloster St. Irminen/Oeren gegründet. Auch die Kirche St. Helena in Euren soll auf ihn zurückgehen.
Nach seinem Tod wurden seine Gebeine wahrscheinlich 1075 von Erzbischof Udo nach St. Helena in Euren transloziert.